# Boterwaag (Nijmegen)

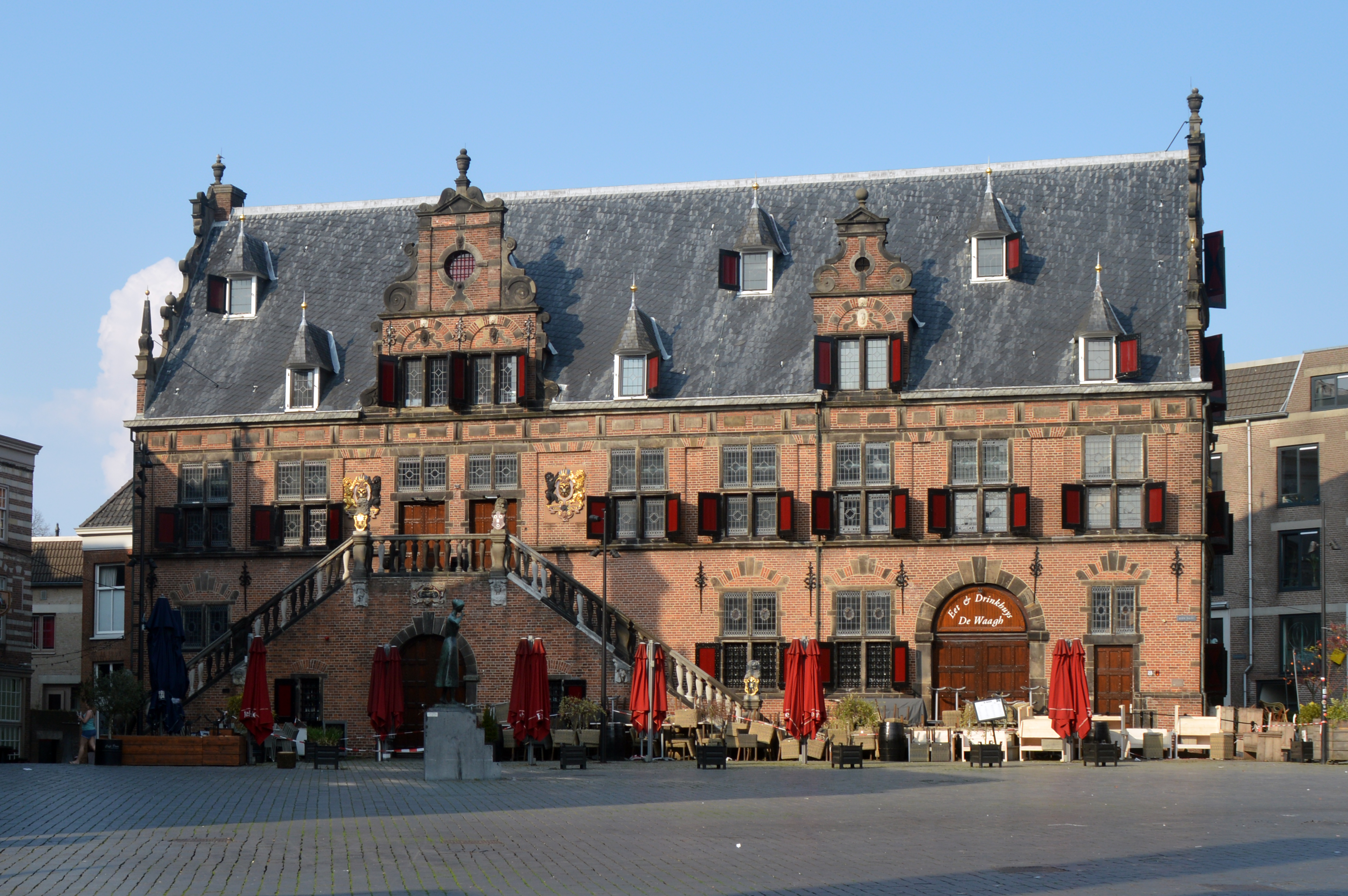
Waaggebouw aan de Grote Markt

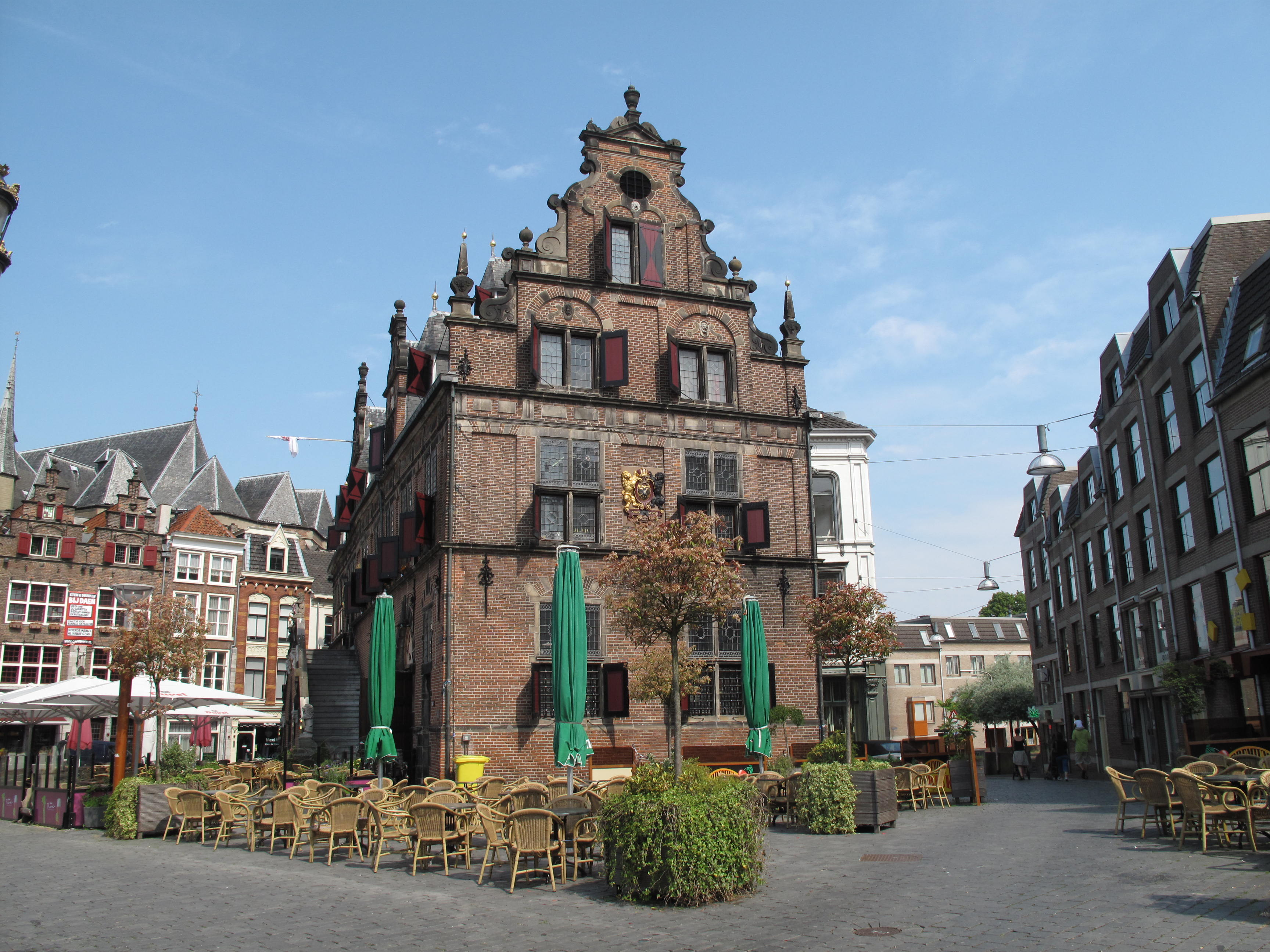
De stadswaag aan de rechterzijde

De Boterwaag is een waaggebouw in Nijmegen gelegen aan de Grote Markt en gebouwd rond 1612-1613 naar een ontwerp van Cornelis Janssen van Delft. De renaissancevormen tonen verwantschap met de stijl van Hendrick de Keyser. Het gebouw werd in 1886 gerestaureerd door Jan Jacob Weve.
De stadswaag was gehuisvest aan de rechterzijde (westzijde) van het gebouw. Op de begane grond was een vleeshal, met poorten waardoor wagens en karren in konden rijden en binnenin drie kruisribgewelven op pilaren. Tijdelijk waren er in het gebouw ook enkele woningen ingericht. Tot 1885 zetelde de militaire hoofdwacht van Nijmegen op de bovenverdieping.